# Сепанг (траса)
Міжнародний автодром Сепанг (англ. Sepang F1 International Circuit) — гоночна траса, використовується для проведення гонок серій Формули-1 Гран-прі Малайзії, Формули А1 та найбільших мотоциклетних перегонів.
Автодром був спроєктований Германом Тільке і став першим у ряді нових автодромів в країнах Азії, на яких почали проходити гонки Формули-1 — Сахір (Бахрейн), Шанхай (Китай), Істанбул Парк (Туреччина), Міжнародний автодром Кореї (Республіка Корея).
Довжина основної траси — 5,54 км. Також є малі конфігурації, що використовують частину основного треку: 2,71 км (6 поворотів) та 2,61 км (8 поворотів).
З 15 лютого по 8 травня 2016 року відбудеться шліфування асфальтового покриття траси.

## Переможці Гран-прі Малайзії на трасі Сепанг
| Сезон | Пілот               | Конструктор      | Звіт |
| ----- | ------------------- | ---------------- | ---- |
| 2011  | Себастьян Феттель   | Red Bull-Renault | Звіт |
| 2010  | Себастьян Феттель   | Red Bull-Renault | Звіт |
| 2009  | Дженсон Баттон      | Brawn-Mercedes   | Звіт |
| 2008  | Кімі Ряйкконен      | Ferrari          | Звіт |
| 2007  | Фернандо Алонсо     | McLaren-Mercedes | Звіт |
| 2006  | Джанкарло Фізікелла | Renault          | Звіт |
| 2005  | Фернандо Алонсо     | Renault          | Звіт |
| 2004  | Міхаель Шумахер     | Ferrari          | Звіт |
| 2003  | Кімі Ряйкконен      | McLaren-Mercedes | Звіт |
| 2002  | Ральф Шумахер       | Williams-BMW     | Звіт |
| 2001  | Міхаель Шумахер     | Ferrari          | Звіт |
| 2000  | Міхаель Шумахер     | Ferrari          | Звіт |
| 1999  | Едді Ірвайн         | Ferrari          | Звіт |